# تواج (مدينة)
تواج أو تواز كانت مدينة من العصور الوسطى في محافظة فارس الساسانية [الإنجليزية] (بارس) في إيران، وتقع جنوب غرب شيراز.

## وصف
كانت تواج تقع على نهر شابور أو بالقرب منه في محافظة فارس الساسانية [الإنجليزية]، على بعد حوالي 65 كيلومتر (40 mi) من ساحل الخليج الفارسي. لم يتم تحديد موقعها. وقد ارتبطت بمدينة طوقي التي ذكرها المؤرخ اليوناني الكلاسيكي أريان، والتي كانت تقع على ضفة نهر جرانيس وعلى مقربة من مقر إقامة ملكي فارسي. ومع ذلك، فقد ارتبطت أيضًا بموقع تاموكان الأخميني؛ حيث يدعم العثور على معقل أخميني مدمر بالقرب من بورازجان هذه النظرية. وفقًا لنص الجغرافيا الفارسية الوسطى شهرستان إيرانشار [الإنجليزية]، فإن المدينة تأسست على يد الملكة الكايانيدية همي شهرزاد، ابنة الملك كاي بهمن، التي تم التعرف عليها مع الملك الأخميني الخامس أرتحشستا الأول (حكم. 465–424 قبل الميلاد).
خلال الفترة الساسانية والإسلامية المبكرة كانت بمثابة مركز تجاري مهم. تم الاستيلاء عليها وتحصينها من جيش مسلم عربي بقيادة الأخوين الحكم وعثمان بن أبي العاص في حوالي ق. 640 وأصبحت تواج بعد ذلك مقرًا لعثمان أثناء حملاته العسكرية ضد الساسانيين في فارس. بُني مسجد في المدينة في تلك الفترة، لكنه دمر بالكامل خلال حياة الجغرافي الفارسي حمدالله المستوفي (1281-1349).
يصف الجغرافي الفارسي الإصطخري في القرن العاشر تواج بأنها تقع في وادي منخفض به العديد من أشجار النخيل، ومناخ حار إلى حد كبير، وحجمها قريب من حجم مدينة أرجان في فارس. كانت مركزًا تجاريًا رئيسًا، ومعروفًا بسجاده المنسوج المطرز بالذهب. ويذكر أن المدينة كانت مأهولة بالعرب الشاميين الذين جلبهم الحاكم البويهي عضد الدولة (حكم. 949–983). بحلول القرن الثاني عشر، سقطَت معظم المدينة في حالة خراب، وبحلول القرن الرابع عشر كانت في حالة خراب تام.

## فهرس
- Baloch، Nabi Bakhsh Khan (يوليو 1946). "The Probable Date of the First Arab Expeditions to India". Islamic Culture. ج. 20 ع. 3: 250-266.
- Barthold، W. (1984). Bosworth، C. E. (المحرر). An Historical Geography of Iran. ترجمة: Svat Soucek. Princeton: Princeton University Press. ISBN:0-691-05418-5. مؤرشف من الأصل في 2022-04-16.
- Hoyland، Robert G. (2015). In God's Path: The Arab Conquests and the Creation of an Islamic Empire. Oxford: Oxford University Press. ISBN:978-0-19-991636-8. مؤرشف من الأصل في 2021-10-21.
- Miri، Negin (2012). "Sasanian Pars: Historical Geography and Administrative Organization". Sasanika: 1–183.
- Smith، G. Rex، المحرر (1994). The History of al-Ṭabarī, Volume 14: The Conquest of Iran, A.D. 641–643/A.H. 21–23. SUNY series in Near Eastern studies. ألباني، نيويورك: جامعة ولاية نيويورك للصحافة. ISBN:978-0-7914-1293-0. {{استشهاد بكتاب}}: الوسيط |ref=harv غير صالح (مساعدة)
- le Strange، Guy (1905). The Lands of the Eastern Caliphate: Mesopotamia, Persia, and Central Asia from the Moslem Conquest to the Time of Timur. Cambridge University Press.